# Viktor Haase
Viktor Haase (* 9. März 1967 in Freiburg im Breisgau) ist ein deutscher politischer Beamter (Bündnis 90/Die Grünen). Seit Juni 2022 ist er Staatssekretär im Ministerium für Umwelt, Naturschutz und Verkehr des Landes Nordrhein-Westfalen.

## Leben
Haase wuchs in Langenfeld auf. Von 1990 bis 1997 absolvierte er ein Biologie-Studium an der Universität zu Köln, das er mit dem Diplom abschloss.  Von 1994 bis 2004 war er für die Grünen Mitglied des Stadtrates seiner Heimatstadt Langenfeld. Von 1997 bis 2004 und von 2007 bis 2010 war er wissenschaftlicher Mitarbeiter im Bereich Ökologie für die Fraktion Bündnis 90/Die Grünen im Landtag Nordrhein-Westfalen. Von 2004 bis 2007 war er als Referent im Ministerium für Klimaschutz, Umwelt, Landwirtschaft, Natur- und Verbraucherschutz des Landes Nordrhein-Westfalen tätig. Bei der Landtagswahl in Nordrhein-Westfalen 2005 kandidierte er im Landtagswahlkreis Mettmann I, verfehlte jedoch den Einzug in den Landtag. Von Juli 2010 bis November 2014 war er Leiter des Ministerbüros von Minister Johannes Remmel im Ministerium für Klimaschutz, Umwelt, Landwirtschaft, Natur- und Verbraucherschutz des Landes Nordrhein-Westfalen. Von November 2014 bis Juni 2022 war er Abteilungsleiter im Umweltministerium.
Im Zuge der Bildung des Kabinetts Wüst II wurde Haase am 30. Juni 2022 zum Staatssekretär des von Oliver Krischer geleiteten Ministeriums für Umwelt, Naturschutz und Verkehr des Landes Nordrhein-Westfalen berufen.
Haase ist verheiratet, hat einen Sohn und lebt in Köln.